# Chiesa di Santa Maria Maddalena (Faenza)
La chiesa di Santa Maria Maddalena è un luogo di culto di Faenza. Fa parte della diocesi di Faenza-Modigliana e dell'unità pastorale SS. Maria Maddalena e Sant'Antonino. Il parroco attuale è Don Francesco Cavina, il più giovane della diocesi e il terzo a guidare la parrocchia di Santa Maria Maddalena dalla sua formazione. La chiesa è situata in P.zza Bologna, 8 Faenza.